# Мухин, Александр Максимович
Алекса́ндр Макси́мович Му́хин (2 декабря 1923, Уржумский уезд, Вятская губерния — 3 мая 2003, Казатин, Винницкая область) — командир отделения сапёров 602-го стрелкового полка 109-й стрелковой дивизии, старший сержант — на момент последнего представления к награждению орденом Славы.

## Биография
Родился 2 декабря 1923 года в деревне Ташкем. Окончил начальную школу в селе Верхняя Сюкся, семилетку — в селе Буйское. По решению Уржумского райисполкома в 1940 году был направлен в Аркульскую школу фабрично-заводского обучения, учился на судоплотника. Работал плотником на строительстве завода в Новосибирске.
В марте 1942 года был призван в Красную Армию. В запасном полку в городе Камышин освоил специальность минометчика, но воевать минометчиком не пришлось. В июле 1942 года был направлен на Ленинградский фронт и зачислен в 21-ю мотострелковую дивизию внутренних войск НКВД СССР. В составе этой части, в августе 1942 года переданной в РККА и переформированной в 109-ю стрелковую дивизию, прошёл всю войну. В 1943 году вступил в ряды ВКП/КПСС. Был сапёром, командиром отделения.
21 февраля 1944 года в районе хутора Вайнамыйза младший сержант Мухин при разминировании минных полей противника обезвредил более 80 мин. Был ранен, но после перевязки, вернулся в строй.
Приказом по частям 109-й стрелковой дивизии от 4 июня 1944 года младший сержант Мухин Александр Максимович награждён орденом Славы 3-й степени.
15 июня 1944 года у деревни Лийкола младший сержант Мухин с бойцами отделения под сильным огнём противника восстановил разрушенный мост. 21 июня в районе высоты Хайспилен Буори, обезвредив 50 мин, проделал проход в проволочном заграждении и минном поле противника. Был представлен к награждению орденом Красной Звезды, несмотря на то, что в наградном листе был указан предыдущий орден Славы 3-й степени, командир дивизии принял другое решение.
Приказом по частям 109-й стрелковой дивизии от 15 июля 1944 года младший сержант Мухин Александр Максимович награждён орденом Славы 3-й степени.
В августе 1944 года, в бою за остров Перискюла Саар на реке Нарва, первым переправился на остров под огнём противника, проделал три прохода в проволочных заграждениях и снял 80 мин. Был награждён медалью «За отвагу».
2 октября 1944 года в районе населённого пункта Кяйна старший сержант Мухин с сапёрами своего отделения проделал с бойцами 10 проходов в проволочных заграждениях и минных полях противника. Лично обезвредил 15 мин. Преследуя отходящего противника в рядах стрелков, уничтожил 5 вражеских солдат. Приказом по войскам 8-й армии от 2 ноября 1944 года старший сержант Мухин Александр Максимович награждён орденом Славы 2-й степени.
18 ноября 1944 года при подготовке к прорыву сильно укрепленных позиций на полуострове Сырве группа сапёров старшего сержанта Мухина под огнём противника проделала проходы в заграждениях и минных полях. Мухин проделал 10 проходов и снял 100 противотанковых и противопехотных мин. Преследуя противника, лично уничтожил пулемётную точку и шесть противников. Был представлен к награждению орденом Славы 1-й степени, но документы затерялись.
За всю войну был ранен только один раз, в боях под Нарвой. Из всего состава взвода, с которым начинал боевой путь Мухин, до конца войны дошёл он один. В 1947 году старшина Мухин был демобилизован.
Жил в городе Казатин Винницкой области Украины. В 1963 году окончил Киевский железнодорожный техникум. Работал начальником учётно-контрольной группы железнодорожного вокзала.
Указом Президиума Верховного Совета СССР от 12 марта 1980 года в порядке перенаграждения Мухин Александр Максимович награждён орденом Славы 1-й степени. Стал полным кавалером ордена Славы.
Умер 3 мая 2003 года. Похоронен на центральном кладбище города Казатин.
Награждён орденом Отечественной войны 1-й степени, Славы 3-х степеней, медалями, в том числе «За отвагу».

## Комментарии
1. ↑  Деревня Ташкем (Манкинер, Сюкся, Тошкемы большие), относившаяся к Уржумской волости Уржумского уезда, в последующем входила в состав Сюксинского сельсовета Уржумского (в 1945—1955 — Буйского) района Кировской области; не сохранилась[1].